# Ґродзисько (Піський повіт)
Ґродзисько (пол. Grodzisko, нім. Burgdorf) — село в Польщі, у гміні Біла Піська Піського повіту Вармінсько-Мазурського воєводства.
Населення — 22 особи (2011).
У 1975-1998 роках село належало до Сувальського воєводства.

## Демографія
Демографічна структура станом на 31 березня 2011 року:
|          | Загалом | Допрацездатний вік | Працездатний вік | Постпрацездатний вік |
| -------- | ------- | ------------------ | ---------------- | -------------------- |
| Чоловіки | 14      | 1                  | 13               | 0                    |
| Жінки    | 8       | 0                  | 5                | 3                    |
| Разом    | 22      | 1                  | 18               | 3                    |